# За будущее Черногории
За будущее Черногории (серб. За будућност Црне Горе, черног. Za budućnost Crne Gore) — культурно-консервативная политическая коалиция, состоящая в основном из черногорских сербов в Черногории. Была сформирована для выборов в скупщину 2020 и 2023 годов. На выборах в 2020 список депутатов возглавил Здравко Кривокапич, а в 2023 — Милан Кнежевич.

### Выборы 2020
Коалиция была сформирована в Августе 2020 и состояла из Демократического фронта, Народного движения и Социалистической народной партии. Лидером выступил политик и профессор машиностроения Здравко Кривокапич. Многими медиа коалиция обвинялась в тесных связях с правящей в Сербии «Сербской прогрессивной партией», отчего их депутатов стали называть «списком Вучича». «За будущее Черногории» набрала 32,55 % голосов на парламентских выборах, заняв второе место по партийным спискам и уступив лишь правящей Демократической партии социалистов президента Джукановича. В ходе коалиционных переговоров, Здравко Кривокапич занял пост премьер-министра, и ему было поручено сформировать правительство.

### Выборы 2023
На выборы 2023 года коалиция выдвинулась в составе Демократической народной партии, Рабочей партии, и партии «Новая сербская демократия». Единым кандидатом на президентский пост от коалиции стал Андрия Мандич, занявший третье место, получив в первом туре 19,32 % голосов. Впоследствии коалиция поддержала кандидата от партии «Европа Сейчас!» Якова Милатовича, одержавшего победу во втором туре. На выборах в скупщину, с результатом 14,74 %, коалиция получила 13 мест из 81.

## Результаты выборов

### Президентские выборы 2023
| Год  | Кандидат      | Место | Результат      | Результат |
| Год  | Кандидат      | Место | Кол-во голосов | % голосов |
| ---- | ------------- | ----- | -------------- | --------- |
| 2023 | Андрия Мандич | 3-е   | 65 394         | 19,32 %   |

### Парламентские выборы
| Год  | Лидер              | Место | Результат      | Результат | Результат   |
| Год  | Лидер              | Место | Кол-во голосов | % голосов | Кол-во мест |
| ---- | ------------------ | ----- | -------------- | --------- | ----------- |
| 2020 | Здравко Кривокапич | 2-е   | 133 261        | 32,55 %   | 27 из 81    |
| 2023 | Милан Кнежевич     | 3-е   | 44 565         | 14,74 %   | 13 из 81    |